# Amphoe Pai

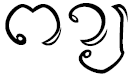
„Pai“ in Lanna-Schrift

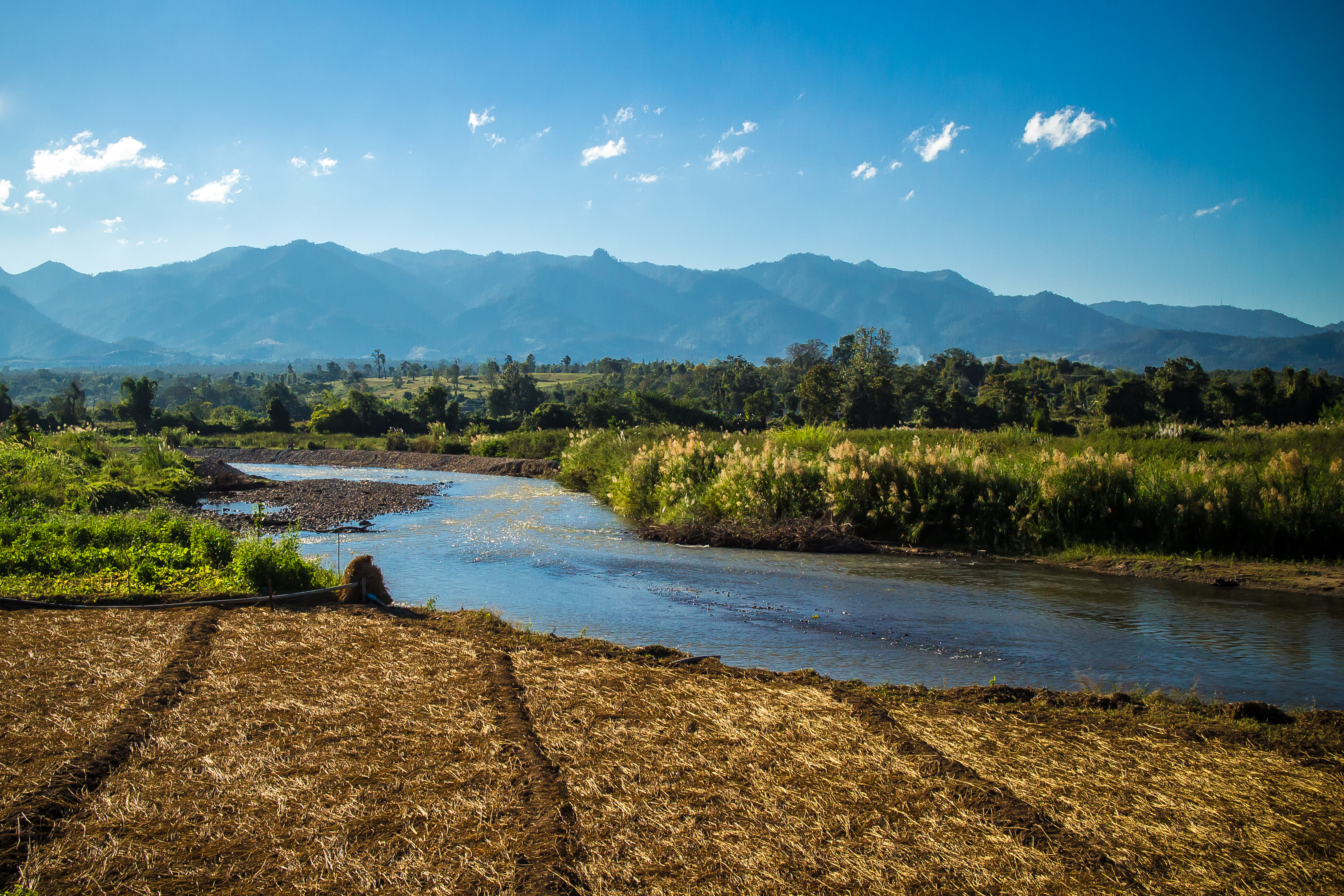
Der Pai-Fluss in der Nähe von Pai

Amphoe Pai (in Thai อำเภอ ปาย) ist ein Landkreis (Amphoe – Verwaltungs-Distrikt) im Nordosten der Provinz Mae Hong Son. Die Provinz Mae Hong Son liegt in der Nordregion von Thailand. In der zentralen Stadt, der Kleinstadt Pai, floriert in jüngerer Zeit der Tourismus. Der Flughafen Pai hat 2019 allerdings seinen Betrieb eingestellt.

## Geographie
Benachbarte Bezirke (von Westen im Uhrzeigersinn): die Amphoe Mueang Mae Hong Son und Pang Mapha der Provinz Mae Hong Son, der Shan-Staat von Myanmar sowie die Amphoe Wiang Haeng, Chiang Dao, Mae Taeng, Samoeng und Galyani Vadhana der Provinz Chiang Mai.
Die wichtigsten Flüsse von Pai sind der Pai und der Khong.

## Verwaltung

### Provinzverwaltung
Der Landkreis Pai ist in sieben Tambon („Unterbezirke“ oder „Gemeinden“) eingeteilt, die sich weiter in 62 Muban („Dörfer“) unterteilen.
| Nr. | Name         | Thai     | Muban | Einw. |
| --- | ------------ | -------- | ----- | ----- |
| 01. | Wiang Tai    | เวียงใต้   | 08    | 6.825 |
| 02. | Wiang Nuea   | เวียงเหนือ | 10    | 3.711 |
| 03. | Mae Na Toeng | แม่นาเติง  | 11    | 6.351 |
| 04. | Mae Hi       | แม่ฮี้      | 06    | 3.017 |
| 05. | Thung Yao    | ทุ่งยาว    | 12    | 4.147 |
| 06. | Mueang Paeng | เมืองแปง  | 08    | 3.385 |
| 07. | Pong Sa      | โป่งสา    | 07    | 3.159 |

### Lokalverwaltung
Es gibt eine Kommune mit „Kleinstadt“-Status (Thesaban Tambon) im Landkreis:
- Pai (Thai: เทศบาลตำบลปาย) bestehend aus Teilen des Tambon Wiang Tai.

Außerdem gibt es sieben „Tambon-Verwaltungsorganisationen“ (องค์การบริหารส่วนตำบล – Tambon Administrative Organizations, TAO)
- Wiang Tai (Thai: องค์การบริหารส่วนตำบลเวียงใต้) bestehend aus Teilen des Tambon Wiang Tai.
- Wiang Nuea (Thai: องค์การบริหารส่วนตำบลเวียงเหนือ) bestehend aus dem kompletten Tambon Wiang Nuea.
- Mae Na Toeng (Thai: องค์การบริหารส่วนตำบลแม่นาเติง) bestehend aus dem kompletten Tambon Mae Na Toeng.
- Mae Hi (Thai: องค์การบริหารส่วนตำบลแม่ฮี้) bestehend aus dem kompletten Tambon Mae Hi.
- Thung Yao (Thai: องค์การบริหารส่วนตำบลทุ่งยาว) bestehend aus dem kompletten Tambon Thung Yao.
- Mueang Paeng (Thai: องค์การบริหารส่วนตำบลเมืองแปง) bestehend aus dem kompletten Tambon Mueang Paeng.
- Pong Sa (Thai: องค์การบริหารส่วนตำบลโป่งสา) bestehend aus dem kompletten Tambon Pong Sa.